# Magic (브루스 스프링스틴의 음반)
《Magic》은 미국의 싱어송라이터 브루스 스프링스틴의 열다섯 번째 스튜디오 음반이다. 이 음반은 2007년 3월, 조지아주 애틀랜타의 서던 트랙스 레코드 스튜디오에서 녹음되었으며, 컬럼비아 레코드에 의해 2007년 9월 25일 LP로 처음 발매되었고, 2007년 10월 2일, CD 발매가 이어졌다. 2002년 《The Rising》 이후 그가 E 스트리트 밴드와 함께 한 첫 번째였다. 이 음반은 《롤링 스톤》이 선정한 2007년 톱 50 음반 중 2위에 올랐다.

## 테마
《Magic》의 몇몇 곡들은 특히 2007년 미국 사회의 상태에 대한 환멸을 표현한다. 타이틀곡과 같은 다른 곡들은 ("I got a shiny saw blade/All I need's a volunteer/I'll cut you in half/While you're smilin' ear to ear(나는 빛나는 톱날을 가지고 있다/나는 자원봉사자만 있으면 된다/나는 너를 반으로 자르겠다/네가 귀에서 귀로 웃는 동안)"이라는 가사와 함께 말이다)라는 가사와 함께) 더 일반적인 예감을 전달한다. 〈Girls in The Summer Cloth〉는 이 음반에서 특히 "경쾌한" 곡으로 언급되었지만 《뉴욕 타임스》의 A. O. 스콧은 이 곡조차 "우울함에 감동받지 않았습니다. 이 책의 해설자는, 결국, '날 지나가게 해줘'라는 제목의 소녀들처럼 서서 지켜봅니다.'"
몇몇 소식통들은 "Who'll be the last to die for a mistake/Whose blood will spill, whose heart will break(누가 마지막으로 실수해서 죽을 것인가/누가 피를 흘릴 것인가, 누가 가슴이 찢어질 것인가)"라는 합창이 있는 트랙 〈Last to Die〉가 베트남 전쟁 참전용사 대표(그리고 미래의 상원의원과 대통령 후보)로부터 영감을 받았다고 추측했다. 1971년 존 케리가 미국 상원에서 증언한 "베트남에서 마지막으로 죽는 사람이 되어달라고 어떻게 부탁합니까? 당신은 어떻게 한 사람에게 실수로 죽는 마지막 사람이 되라고 부탁할 수 있습니까?"
〈Gypsy Biker〉는 이라크에서 전사한 미군 병사의 귀향에 대해 다루고 있으며, 스프링스틴은 〈Livin' in the Future〉가 이례적인 전도와 불법 감청을 언급하고 있다고 말했다. 〈Long Walk Home〉은 화가의 말에서 집에 사는 사람들이 "그는 그가 알고 있다고 생각했고, 그의 이상과 공통점이 있다고 생각했다"는 화자의 감각에 대한 은유적인 설명이다.

## 발매 및 반응
| 전문가 평가                | 전문가 평가 |
| 총 점수                    | 총 점수     |
| 출처                       | 점수        |
| -------------------------- | ----------- |
| 메타크리틱                 | 73/100      |
| 평가 점수                  |             |
| 출처                       | 점수        |
| AllMusic                   | [ 6 ]       |
| Entertainment Weekly       | A           |
| Paste                      | [ 8 ]       |
| Pitchfork                  | (6.8/10)    |
| PopMatters                 | [ 10 ]      |
| Christgau's Consumer Guide | [ 11 ]      |
| Rolling Stone              | [ 12 ]      |
| Spin                       | [ 13 ]      |
| Times Online               | [ 14 ]      |
| Uncut                      | [ 15 ]      |

《Magic》은 영국에서 첫 주 77,692장의 판매고를 올리며 스프링스틴의 7번째 1위 음반으로 21세기 들어 가장 빠르게 시작된 음반이 되었다. 이 음반은 미국 빌보드 200 차트에서 1위로 데뷔하여 스프링스틴의 8번째 1위 음반이 되었고 첫 주에 약 335,000장이 팔렸다. 한 주 동안 2위로 떨어진 후, 그 음반은 그 주에 약 77,000장이 팔리며 다시 1위로 올라섰다.
《Magic》은 라디오 방송을 거의 받지 않았음에도 불구하고 미국에서 얻은 판매량을 달성하였다. 폭스 뉴스는 미디어 재벌 클리어 채널이 1970년대와 80년대 스프링스틴 노래를 계속 재생했음에도 불구하고 클래식 록 포맷 방송국들에게 《Magic》의 어떤 곡도 재생하지 말라고 지시했다고 보도했다. 클리어 채널은 "CD 발매 후 첫 날, 다른 방송국보다 더 많은 음반을 틀었다"고 응답했다. 2009년 1월까지 《Magic》은 미국에서 백만 장이 팔렸다.
《빌리지 보이스》가 매년 실시하는 《Pazz & Jop》 평론가 투표에서 《Magic》은 9위를 차지했다.

## 곡 목록
모든 곡들은 브루스 스프링스틴에 의해 작사/작곡하였다.
| #   | 제목                              | 재생 시간 |
| --- | --------------------------------- | --------- |
| 1.  | 〈Radio Nowhere〉                 | 3:19      |
| 2.  | 〈You'll Be Comin' Down〉         | 3:46      |
| 3.  | 〈Livin' in the Future〉          | 3:56      |
| 4.  | 〈Your Own Worst Enemy〉          | 3:19      |
| 5.  | 〈Gypsy Biker〉                   | 4:32      |
| 6.  | 〈Girls in Their Summer Clothes〉 | 4:20      |
| 7.  | 〈I'll Work for Your Love〉       | 3:35      |
| 8.  | 〈Magic〉                         | 2:46      |
| 9.  | 〈Last to Die〉                   | 4:17      |
| 10. | 〈Long Walk Home〉                | 4:35      |
| 11. | 〈Devil's Arcade〉                | 5:08      |
| 12. | 〈Terry's Song (히든 트랙)〉      | 4:11      |

11곡의 수록곡이 수록된 이 음반의 최초 발표 2주 후, 〈Terry's Song〉이 추가되었다. 2007년 7월 30일 사망한 스프링스틴의 오랜 조수 테리 매고번의 추모곡이다. 소니 뮤직이나 다른 채널을 통해 사전 주문된 CD의 일부 프레스에는 추가 트랙이 포함되어 있지 않았다.

## 인증
| 국가                                                  | 인증        | 판매량/출하량 |
| ----------------------------------------------------- | ----------- | ------------- |
| 오스트레일리아 (ARIA)                                 | 골드        | 35,000^       |
| 오스트리아 (IFPI 오스트리아)                          | 골드        | 10,000*       |
| 벨기에 (BEA)                                          | 골드        | 15,000*       |
| 덴마크 (IFPI Danmark)                                 | 플래티넘    | 30,000^       |
| 이탈리아                                              | —           | 120,000       |
| 아일랜드 (IRMA)                                       | 3× 플래티넘 | 45,000^       |
| 네덜란드 (NVPI)                                       | 골드        | 35,000^       |
| 뉴질랜드 (RMNZ)                                       | 골드        | 7,500^        |
| 스페인 (PROMUSICAE)                                   | 플래티넘    | 80,000^       |
| 스웨덴 (GLF)                                          | 2× 플래티넘 | 80,000^       |
| 스위스 (IFPI 스위스)                                  | 골드        | 15,000^       |
| 영국 (BPI)                                            | 골드        | 100,000^      |
| 미국 (RIAA)                                           | 플래티넘    | 1,000,000^    |
| 요약                                                  |             |               |
| 유럽 (IFPI)                                           | 플래티넘    | 1,000,000*    |
| *판매량을 기반으로 한 인증 ^출하량을 기반으로 한 인증 |             |               |